# Titus Flavius Flaccus
Titus Flavius Flaccus war ein im 3. Jahrhundert n. Chr. lebender Angehöriger des römischen Ritterstandes (Eques).
Durch eine Weihinschrift, die beim Kastell Arrabona gefunden wurde und die auf 201/300 datiert wird, ist belegt, dass Flaccus Präfekt der Ala I Ulpia Contariorum war, die in der Provinz Pannonia superior stationiert war.